# Karina Goricheva
Karina Goricheva (en kazajo: Карина Горичева; Taldykorgán, 8 de abril de 1993) es una deportista kazaja que compite en halterofilia. Participó en los Juegos Olímpicos de Río de Janeiro 2016, obteniendo una medalla de bronce en la categoría de 63 kg.

## Palmarés internacional
| Juegos Olímpicos | Juegos Olímpicos        | Juegos Olímpicos  | Juegos Olímpicos |
| Año              | Lugar                   | Medalla           | Categoría        |
| ---------------- | ----------------------- | ----------------- | ---------------- |
| 2016             | Río de Janeiro (Brasil) | Medalla de bronce | 63 kg            |